# Книга медиумов
«Книга медиумов» (англ. The Book on Mediums, фр. Le Livre des Médiums) — книга Аллана Кардека, опубликованная в 1861 году как своего рода продолжение «Книги Духов». В этих двух своих произведениях Кардек сформулировал основы разработанной им же философии спиритизма, которая претендовала на то, чтобы заменить собой спиритуализм, но в конечном итоге стала рассматриваться как ветвь последнего.
В России первый перевод двух основных книг Кардека («Духов» и «Медиумов») вышел под названием «Спиритуалистическая философия. Книга о Духах» (Изд-во О’Рурк, Петербург, 1889). Затем «Книга медиумов» печаталась в изложении О. Стано в журнале «Ребус» (1902—1903 годы). В современной России «Книга медиумов» была переиздана в 1993 году издательством «Ренессанс» (Москва) под общей редакцией и с комментариями Йога Раманататы:21.

## История создания
Аллан Кардек (настоящее имя — Ипполит-Леон-Денизар Ривайль) заинтересовался загадочными явлениями, связанными со спиритуализмом в 1850 году: тогда в качестве медиумов он использовал двух дочерей своего близкого друга. Через них он получил сообщения о том, что «духи, гораздо более развитые, чем те, с которыми он обычно общался через юных медиумов, снизойдут на него и готовы общаться с ним для того, чтобы помочь ему в выполнении предназначенной ему важной духовной миссии».
С этого момента Кардек общался с духами уже по самым глобальным вопросам, касающимся тайн человеческого бытия, записывая ответы, получаемые с помощью стуков или планшетки. Эти ответы легли в основу всей его «спиритической системы». По прошествии двух лет непрерывного общения с «духами» Кардек осознал, что получил основу для «… совершенно новой теории существования человечества, его судьбы и предназначения».
Следуя рекомендациям «духов», он собрал полученные сведения и опубликовал их — под (опять-таки, предложенном «духами») заголовком «Le Livre des Esprits» — в 1856 году. Книга имела большой успех (она переиздавалась двадцать раз) и повлекла за собой продолжение: «Книгу медиумов», за которой последовали: «Евангелие в трактовке духов» (1864), «Рай и ад» (1865), «Генезис» (1867).
Автор предполагал, что его книга, основанная на беседах (в форме: «вопрос-ответ») с «духами», станет руководством для начинающих медиумов и настольной книгой для медиумов практикующих; сводом доктрин и теорий касавшихся возможного взаимодействия двух миров: материального и духовного. Вместе с тем, это, скорее, теоретический трактат, нежели сборник практических рекомендаций: здесь нет описаний ритуальной стороны процессов, к которым автор относился скептически, считая что им и без того придается слишком большое значение.
Аллан Кардек, противник культа физического медиумизма, соответственно, обрел себе оппонентов в основном в лице сторонников (или исследователей) последнего. Одним из таковых был, в частности, русский исследователь А. Н. Аксаков, который свою основную претензию к произведениям французского автора сформулировал так: «Надо бы ещё учиться, а Кардек уже начал учить». Кроме того, многие положения кардековского спиритизма (теория «перевоплощения», идея об «ущербности» физических медиумов и др.) вступили в конфликт с основными положениями спиритуализма.

## Содержание
«Книга Медиумов» состоит из вступления и двух частей, каждая из которых разделена на главы, которые, в свою очередь, разделены на параграфы. Первая часть («Предварительные сведения») представляет собой общее введение в курс спиритуализма (по-Кардеку, «спиритизма»): она предназначена для тех, кто не читал «Книгу Духов», и в какой-то степени пересказывает её.
Автор отстаивает здесь основные принципы этой религиозно-философской доктрины — как на эмпирической, так и на философской почве. В частности, он утверждает, что вера в существование бессмертного человеческого духа есть прямое следствие веры в Бога.
Остается теперь вопрос, может ли дух сообщаться с человеком, то есть может ли он обмениваться с ним мыслями. Почему же нет? Что такое человек, как не дух, заключённый в теле? Почему же свободный дух не может сообщаться с пленённым духом, как свободный человек не может сообщаться с человеком, закованным в цепи?А. Кардек. Книга медиумов:21
Кардек утверждает, что не существует такого понятия, как «сверхъестественное», и что многие вещи, недоступные для человеческого восприятия, являются совершенно естественными. Он опровергает основные заблуждения, касающиеся спиритуализма («спиритизм вовсе не признает всех явлений, считающихся чудесными или сверхъестественными») и приводит свод рекомендаций по «переубеждению противников спиритизма», разделяя последних на неверующих по «нежеланию», «по малодушию», «по религиозной строгости» и т. д.
При этом Кардек предостерегает и от спиритической экзальтации, говоря о вреде крайностей, которые рождают «…доверие слишком слепое и часто легкомысленное ко всем вещам невидимого мира»:39. Кардек выражает убеждение в том, что мир духов «не подчинен нашим капризам» и формулирует важную для себя мысль о том, что «истинный спиритизм никогда не может быть зрелищем, никогда не станет на подмостки»:41. Чтобы избежать конфузов или конфликтов Кардек рекомендует «начать с теории» и не увлекаться столоверчением, потому что «Тот, кто начинает занятия свои с вертящихся столов, больше бывает расположен к шуткам, потому что ему трудно представить себе, чтобы из этих опытов могло выйти Учение, которое должно преобразовать человечество»:42. Последнее положение восстановило против Кардека многих последователей спиритуализма в Англии и США, но впоследствии многие из них (Эндрю Джексон Дэвис, Артур Конан Дойль и др.) не раз призывали единомышленников перестать фокусировать всё внимание на сенсационной стороне спиритуализма и углубиться в его философскую и религиозную суть.
Во второй части («О спиритических явлениях») Кардек описывает и классифицирует различные виды явлений, которые возможны на спиритических сеансах: шумы и стуки, модификация материи, передвижение предметов, трансфигурация, появление призрачных образов и двойников, психография и т. д. В главах XIV—XX он классифицирует медиумизм (разделяя его на физический, сенсорный, речевой, трансовый, целительский и т. д.), затем рассуждает (цитируя «духов») о возможных опасностях чрезмерного увлечения медиумизмом, о нравственном влиянии медиума и т. д. В главе XXII («О медиумизме у животных») автор констатирует существование мнения о реальности явления, вынесенного в заголовок, однако устами «духа», представлявшегося как «Эраст» (и утверждавшего, что он — ученик Св. Павла) отвергает такую возможность.
Глава XXIII посвящена проблеме одержимости (у которой автор находит три подвида: «одержимость», «порабощение» и «омрачение») и приводит некоторые мотивы «низших» духов, которые якобы признавались ему, что действительно несут за это ответственность:
…Один из них, поработивший молодого человека весьма ограниченного ума, на вопрос о причине такого выбора отвечал нам: «Я чувствую сильную потребность мучить кого-нибудь. Умный человек оттолкнул бы меня. Вот я и привязался к идиоту, который не противопоставляет мне никаких добродетелей»А. Кардек. Книга медиумов:66
Отдельные главы книги посвящены мистификациям, а также деятельности медиумов-шарлатанов. В числе советов, которые дает Кардек начинающим, -
- Не верьте духу, пока не получите доказательств, как прямых, так и косвенных, от других духов;
- Судите духа не по имени, которое он берет на себя, но по моральному и интеллектуальному уровню его сообщений;
- В своем увлечении общением с духами не забывайте главных целей своей жизни — жить праведной жизнью и помогать ближним своим;
- Не живите в соответствии с советами духов: их сообщения следует изучать и проверять, но не испытывать на себе и не принимать как истину без доказательств.

В заключительных главах Кардек представляет своды законов и устав «Спиритического общества», основанного им в Париже, которое, как он надеялся, могло бы стать прообразом аналогичных сообществ в других странах мира. Здесь же прилагается сборник высказываний «духов» и тексты «спиритических молитв».

### Спорные понятия
Во многом «Книга медиумов» повторяет, развивает и обобщает уже известные спиритуалистские представления о медиумизме и возможностях общения представителей двух миров. Но здесь имеются и некоторые новые или спорные понятия. Одно из них — «периспирит» (англ. perispirit): полуматериальная «оболочка», которая якобы служит звеном между «чистым духом» и живой материей. По Кардеку, периспирит обновляется с каждой новой инкарнацией.
Кроме того, Кардеку принадлежит у многих вызвавшая неприятие идея о существовании некой формы рабства в духовном мире. Он утверждает, в частности, что «слабые» духи могут быть порабощены более сильными духами, особенно если они были врагами при жизни в материальном мире. Это представление не соответствует традиционному спиритуалистскому взгляду на бесконфликтный «иной мир», где дух уже на раннем этапе существования избавляется от порочных привычек.
Кардек описывает иной мир как «зеркальный» по отношению к нашему миру: это не касается низших духов (для которых он мало отличается от преисподней в традиционном христианском понимании этого слова) и высших духов (для которых оторван от материи: идеален). Традиционный спиритуализм с одной стороны — отвергает представление о возможности «ада» как противоречащее самой сути иного мира), с другой — не берет на себя смелость судить о жизни высших «духовных сфер», ссылаясь на самих «духов», которые не раз утверждали, что о тех сферах духовности, что располагаются над их уровнем бытия, они не имеют и не могут иметь представления.
Теория перевоплощений, которая лежит в основе кардековского спиритизма (и время от времени упоминается в «Книге медиумов») не была признана ни англоамериканскими последователями спиритуализма, ни многими французскими оппонентами Кардека. Её высмеивали Д. Д. Хьюм (который говорил, что «сыт по горло общением с этими перерожденцами», имея в виду исторических «духов-самозванцев»), А. Н. Аксаков и многие другие.